# Cyphia crenata
Cyphia crenata là loài thực vật có hoa trong họ Hoa chuông. Loài này được (Thunb.) C.Presl mô tả khoa học đầu tiên năm 1836.